# Power to the People
"Power to the People" é uma canção composta pelo músico britânico John Lennon no ano de 1971. Lançada em 12 de março de 1971 no Reino Unido e 22 de março de 1971 nos Estados Unidos. Chegou ao número onze na Billboard Hot 100 e ao número dez na Cashbox Top 100. Alcançou o número seis na UK Singles Chart.